# Statens maritima och transporthistoriska museer

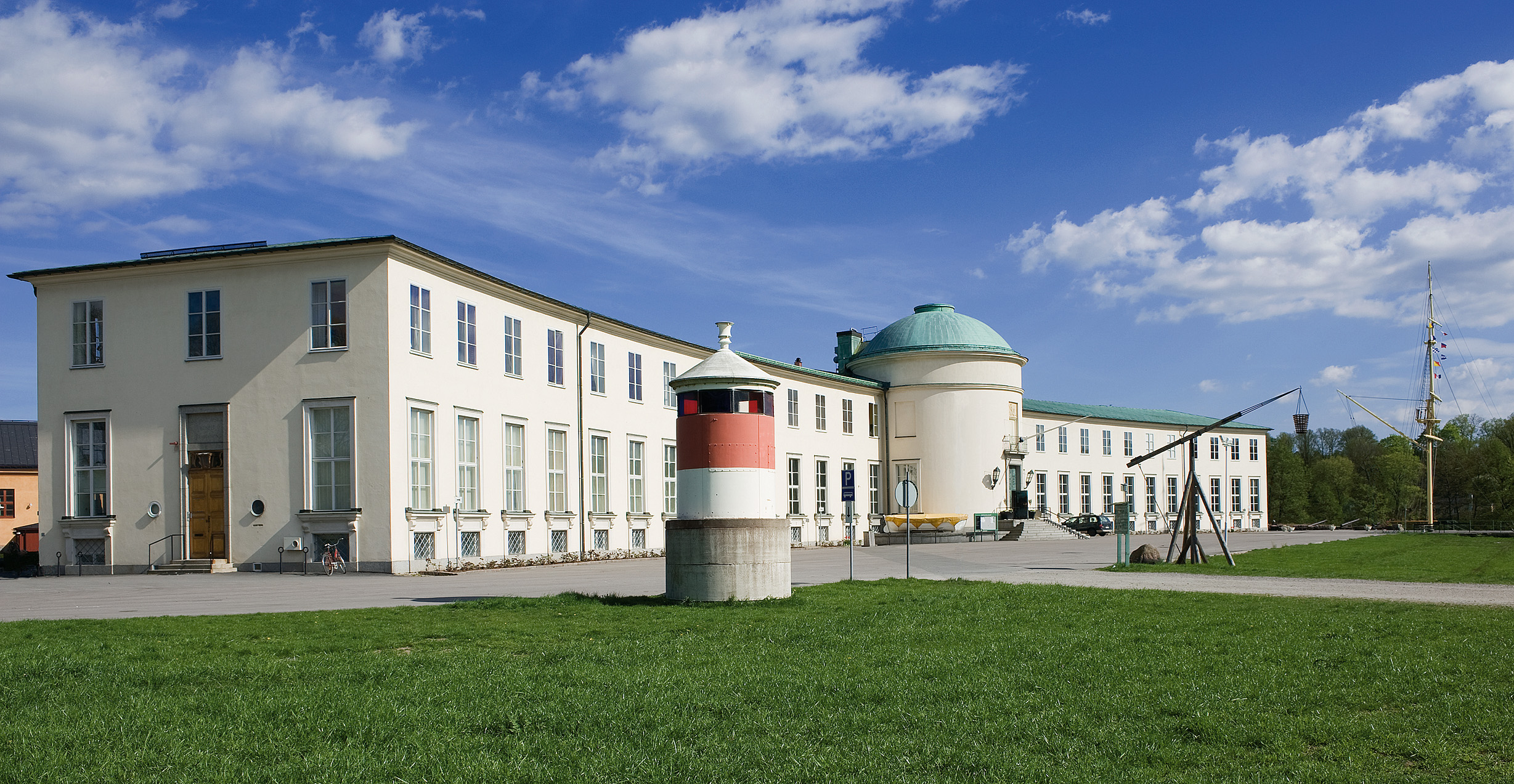
Sjöhistoriska museet, Stockholm

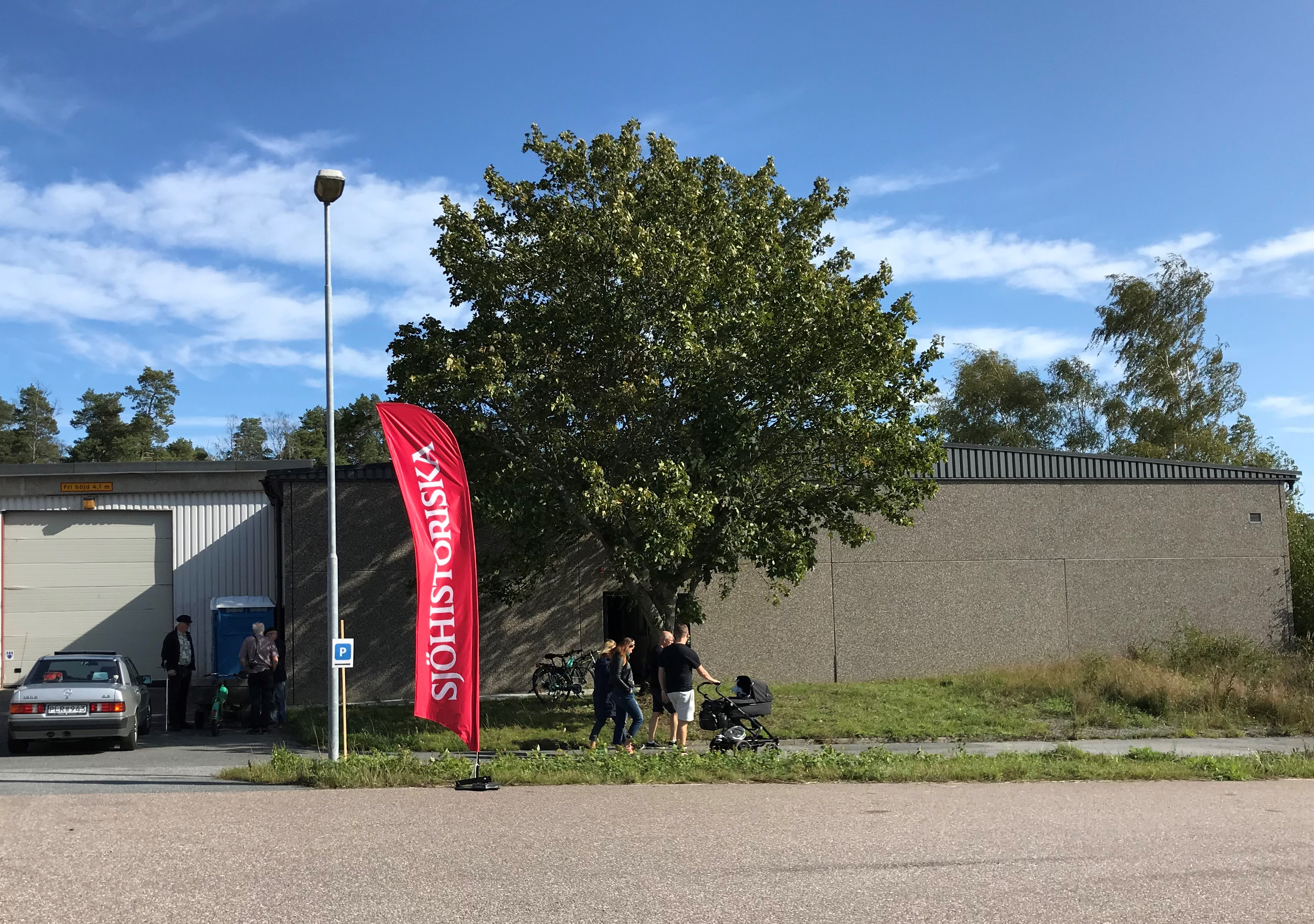
Båtmagasinet på Rindö

Statens maritima och transporthistoriska museer (SMTM), fram till 2019 Statens maritima museer, är en svensk statlig förvaltningsmyndighet vilken sorterar under Kulturdepartementet och ansvarar för statens museer med maritim och transporthistorisk inriktning. Myndigheten har till uppgift att bevara, utveckla samt bygga upp kunskaperna om det maritima och transporthistoriska kulturarvet. Den hette fram till 2019 Statens maritima museer, förkortat SMM.

## Ingående museer
- Marinmuseum, Karlskrona 56°09.686′N 15°35.974′Ö / 56.161433°N 15.599567°Ö
- Sjöhistoriska museet, Stockholm 59°19′57″N 18°06′57″Ö / 59.33250°N 18.11583°Ö
- Vasamuseet, Stockholm 59°19′41″N 18°05′29″Ö / 59.32806°N 18.09139°Ö
- Vrak – Museum of Wrecks, Stockholm 59°19′34″N 18°05′43″Ö / 59.32611°N 18.09528°Ö
- Sveriges Järnvägsmuseum, Gävle 60°39′42″N 17°10′15″Ö / 60.66167°N 17.17083°Ö
- Väg-och trafikhistoriska samlingarna, Kjula 59°23′31″N 16°40′23″Ö / 59.39194°N 16.67306°Ö
- Arlanda flygsamlingar, Arlanda flygplats 59°38′20″N 17°56′40″Ö / 59.63889°N 17.94444°Ö
- Båtmagasinet på Rindö, Rindö 59°23′48″N 18°26′13″Ö / 59.39667°N 18.43694°Ö

## Överintendenter
- 2000–2005 Keith Wijkander
- 2006–2015 Robert Olsson (Statens Maritima Museer)
- 2015–2021 Leif Grundberg (Statens Maritima Museer 2015–2019)
- 2021 – Lars Amréus